# Henri Demarquette
Henri Demarquette (1970) is een Frans cellist.
Demarquette studeerde aan het conservatorium van Cachan, de CRR in Parijs en het Conservatoire national supérieur de musique et de danse, samen met Philippe Muller en Maurice Gendron. Hij vervolmaakte zich nadien ook bij Pierre Fournier en Paul Tortelier en trok vervolgens naar de Verenigde Staten om in de leer te gaan bij János Starker. Als hij als zeventienjarige zijn carrière in Parijs aanvangt, wordt hij door Yehudi Menuhin uitgenodigd in zijn orkest mee te spelen. Hij speelde onder meer bij het Orchestre National de France en het London Philharmonic Orchestra. Solisten waarmee hij samen kamermuziek speelt zijn onder meer Brigitte Engerer, Michel Dalberto en Giovanni Bellucci.
- Bibliothèque nationale de France: cb13962745r (data)
- Gemeinsame Normdatei: 129001554
- International Standard Name Identifier: 0000 0000 8156 9856
- Library of Congress Control Number: n95000247
- MusicBrainz: f0975597-646e-43d6-b7b9-bd4dd097d752
- Système universitaire de documentation: 084288302
- Virtual International Authority File: 76507179
- WorldCat: E39PBJyrR6cbD9CFDbmvjtRqcP